# Reinette étoilée

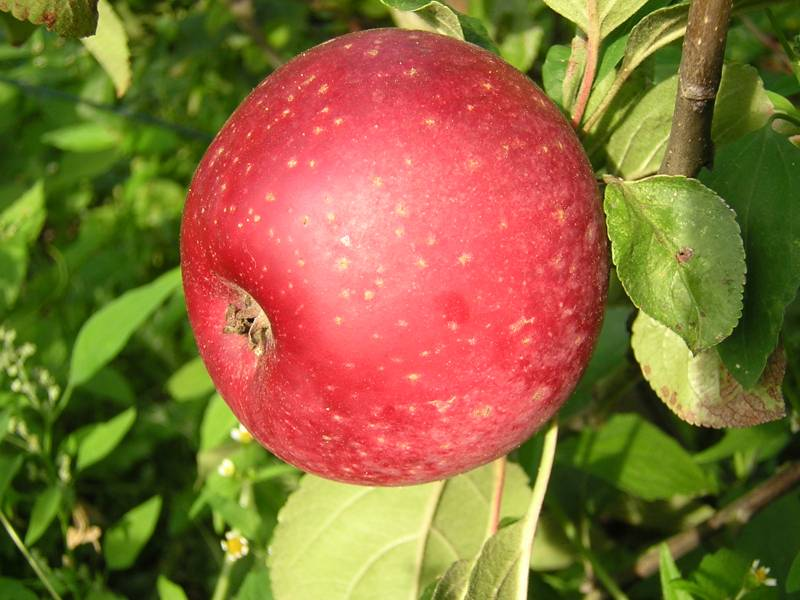
Pomme Reinette étoilée

La Reinette étoilée est un cultivar du pommier domestique.

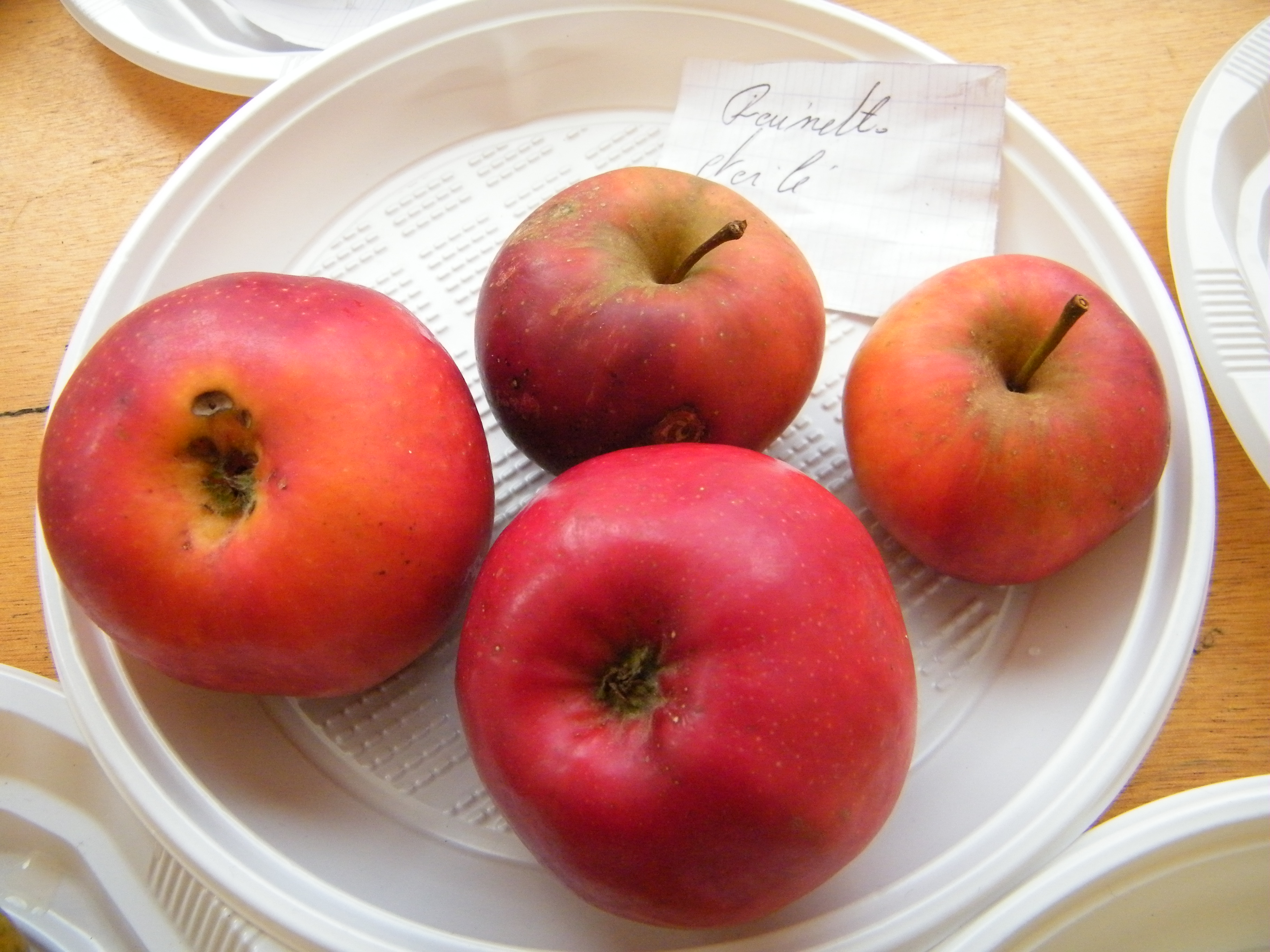
Fruits obtenus sans traitement.

## Synonymes
Elle a pour synonymes : 
- Reinette rouge étoilée,
- Belle étoilée,
- Calville étoilée (ne pas confondre avec Calville étoilée des Allemands),
- Sterappel,
- Sternrenette,
- Reinette Rouge étoilée,
- Rote Stern Renette,
- Sterrenet[1].

## Description
- Peau: rouge avec une multitude de lenticelles.
- Usage: pomme à couteau ou à cuire.
- Calibre: moyen.
- Chair: blanc rosé.
- Saveur: particulière, acidulée et sucrée.
- Vitamine C: teneur faible (3-14 mg/100g)[2].

## Origine
Elle a été créée probablement dans les environs de Maastricht à la fin du XVIIe siècle. Elle aurait été curieusement obtenue vers 1800 par Jean-Baptiste Van Mons (Louvain, Belgique) grâce au croisement d'espèces encore inconnues…
Elle doit son nom aux larges points étoilés constellant sa peau et à la belle étoile rouge qui apparaît au centre lorsqu'on coupe le fruit par le diamètre.

## Parenté
- Descendants : Atlanta (Reinette étoilée x Cox's Orange Pippin)

## Pollinisation
- Variété diploïde et autostérile, donc susceptible de fournir du pollen compatible avec les allèles de certains autres pommiers.
- Pollinisateurs : Belle fleur double, Cox's Orange Pippin, Ontario, James Grieve, Glorie Van Holland,…
- S-génotype : S1S2[3].

## Culture
La variété est vigoureuse et très fertile mais très peu répandue.
Les fruits sont matures en novembre et se conservent au fruitier jusque début février.
Mise à fruit lente : 4 à 6 ans.
L'arbre est encore vendu sous la forme haute-tige des pré-vergers d'antan mais aussi en diverses hauteurs notamment sous forme palissée.